# 新世黙示録
新世黙示録（しんせいもくしろく）は、世界終末と最終戦争をテーマにしたテーブルトークRPG（TRPG）である。サブタイトルは「SIN APOCALYPSE」。
2002年にエンターブレインから発売された。ゲームデザインは鈴木一也、デジタル・デヴィル。

## 概要
真・女神転生RPGシリーズのスピンオフ作品。当初は真・女神転生RPGシリーズの新作『真・女神転生TRPG黙示篇』としてリリースされる予定であったのだが、諸事情により『真・女神転生』の名前で出すことができなくなり『真・女神転生』とは関係がないオリジナルタイトルという形で出版されるに至った。ただし、過去の真・女神転生RPGシリーズの挿絵が数点使われていたり、『真・女神転生 東京黙示録』の登場人物がプレイヤーキャラクター用サンプルデータとして掲載されている辺りに、その名残が見受けられる。
ゲーム的には『真・女神転生RPG基本システム』のコンセプトを継承しており、カルトな世界観、ディープなオカルト設定や解説、複雑なゲームシステムなど『真・女神転生RPG基本システム』が持っていた特性が更に強く打ち出されている。
世界観も、新神による神界統一の野望と各神族の野心が語られており、それは、世界神話の新しい統合解釈として、やや突飛ではあるが、神話学の仮説として読めるほどの密度がある。

## ゲームシステム
行為判定は下方判定に属する。
本作の判定方法は、『真・女神転生RPG』シリーズで使われている「スワップダイス」を進化させたとも言える、「ジャックダイスシステム」が使われている。カードゲームのブラックジャックのように、ゲームマスターとの駆け引きが必要となる、目新しいシステムである。
ジャックダイスシステムによる判定方法では、十面体サイコロを任意の数だけ使用する。判定を行うときは「目標値」と「難易度」の二つがゲームマスターによって決定され、サイコロの出目が目標値以下かつサイコロの数が難易度以上で、初めて成功となる。また、行為判定にあたってはゲームマスターは目標値はプレイヤーに公開するが、難易度は公開しない。なお、サイコロは一度に何個も振ってもよいが、一個ずつ振っても良い。
例えば、目標値10、難易度2という判定ならば、二個以上の数の十面体サイコロを振って、出目の合計が10以下、となればよい。ところが、プレイヤーに分るのは「任意の数の十面体サイコロを振って10以下を出す」ことだけである。プレイヤーがまず一個の十面体サイコロを振って出目が「8」だった場合、とりあえずここで判定をやめれば目標値はクリアできる。しかし、難易度が1でなければ判定は成功にならない。難易度が2であった場合はもう一個サイコロを振る必要がある。しかしそうなると当然、サイコロの出目の合計は上昇し、目標値がクリアできなくなるかもしれない。このように、カードゲームのブラックジャックでもう一枚引くかどうかを、悩むところに似ている事から、ジャックダイスと命名された。
なお、サイコロを振りすぎて出目が目標値を超えた場合は判定は「失敗」になるが、目標値のみクリアして難易度がクリアできなかった場合は、ショートと判定され、部分的には成功した、と扱われる事もある。

## 開発経緯
- 1999年3月

『真・女神転生TRPG黙示篇』の第一次テスト版であるα1版が発行される。
数ヶ月後、鈴木が代表を務める、真・女神転生TRPGの同人ファンクラブ「T∴O∴H∴（トーハ）」会員向にα2版が限定配布される。
これらは後にひとまとめにして再発される。
- 1999年10月

DDS-NETにおいて、黙示篇のオンライン・セッション「時空の霧」を開始（～2000年5月。全12回）。
- 1999年11月

α4.0版が「T∴O∴H∴会報1999年11月号 renewal vol.2」に掲載される。作者は、鈴木大司教 with T∴O∴H∴名義。
同号から「時空の霧」連載開始（～2000年3月号。1～3回目の分まで）。
- 2000年3月

「T∴O∴H∴会誌2000年3月号 renewal vol.4」にて、黙示篇の発売元がエンターブレインになる事が明らかに。
また、アトラスの版権管理者の『ペルソナ』や『ソウルハッカーズ』をTRPG化したくない、との意向により、前述の作品を黙示篇においてサポートできない事も発表される。
- 2000年5月

T∴O∴H∴CONにおいて、α8版の公開テストプレイが行われる。
「T∴O∴H∴会誌2000年5月号 renewal vol.5」にて、タイトルが『東京黙示録』へ変更されると発表される。
- 2000年8月

JGC2000において、東京黙示録体験イベントが行われる。
リプレイ「時空の霧」発行。巻末にβ1.0のルールが掲載される。
- 2000年10月

「T∴O∴H∴会誌2000年 renewal vol.6」にて、タイトルが『新世黙示録 Neo Apocalypse』へ変更される事を発表。
- 2001年9月

β3.0版が「T∴O∴H∴会誌2001年 renewal vol.9-10号」に掲載される。作者は、鈴木一也 with T∴O∴H∴名義。
同号にリプレイ「Stray Ship」が掲載される。
- 2002年3月

『新世黙示録 Sin Apocalypse』発売。
- 2007年6月

TRPG日本上陸25周年記念祝賀会において、『新世黙示録2nd』のセッションが行われる。
- 2008年8月

オフィシャル・サイトにて『新世黙示録第二弾』を鋭意制作中と発表。

## 関連商品

### ルールブック
- 新世黙示録　（基本ルールブック）  :ISBN 4757708254

### リプレイ
- 真・女神転生TRPG黙示篇リプレイ『時空の霧』　（題名の通り、「黙示篇」段階でのルールによるリプレイ）